# Лейус, Тоомас
Тоомас Лейус (эст. Toomas Leius; по советскому паспорту — Томас Карлович Лейус; 28 августа 1941, Таллин — 7 февраля 2025) — советский и эстонский теннисист, заслуженный мастер спорта СССР (1964).

## Биография
Родился в интеллигентной семье и с ранних лет начал обучаться музыке. В десятилетнем возрасте параллельно занялся теннисом, на котором в итоге и остановился. В 1957 году дебютировал на чемпионате Эстонской ССР, имея в своём активе несколько побед над более старшими соперниками. Тактически грамотная игра Лейуса смогла компенсировать его недостаточную физическую форму, в результате чего он сенсационно вышел в полуфинал. В том же году стал самым молодым мастером спорта СССР. В следующем году выиграл чемпионат Эстонской ССР. Первый международный успех сопутствовал Лейусу в 1959 году на Уимблдонском турнире — в юношеском финале он обыграл бразильца Ронни Барнса со счётом 6:2, 6:4 (став первым советским победителем Уимблдона) и получил право участвовать в мужском турнире, где, однако, выбыл из борьбы в первом круге.
В 1960 году в третьем круге Уимблдонского турнира проиграл будущему победителю австралийцу Нилу Фрейзеру (4:6, 1:6, 8:6, 3:6). В 1962 году Лейус выступил на Открытом чемпионате США, где выбыл во втором круге.
В 1964 году стал финалистом турнира в лондонском Королевском клубе.
В 1965 году выступал на Открытом чемпионате Франции, где дошёл до четвертьфинала. Там он должен был встретиться с южноафриканцем Клиффом Дрисдейлом, но руководство советской делегации заявило об отказе от матча в знак протеста против политики апартеида.
В том же году завоевал на Универсиаде три серебряных медали — в одиночном разряде, в парном разряде (совместно с Сергеем Лихачевым) и в смешанном парном разряде (с Ермеловой).
В третьем круге Открытого чемпионата Австралии 1969 года Лейус в одиночном разряде проиграл австралийцу Рэю Раффелсу, а в парном разряде совместно с австралийцем Джоном Брауном дошёл до четвертьфинала. В том же году стал финалистом турнира в новозеландском Окленде в парном разряде (с австралийцем Мэлом Андерсоном).
В 1970 году окончил Таллинский педагогический институт по специальности «преподаватель физической культуры». Тогда же завоевал на Универсиаде золотую медаль в смешанном парном разряде (совместно с Тийу Пармас) и две серебряные медали — в одиночном и парном разрядах (совместно с Анатолием Волковым)
В следующем году стал финалистом Открытого чемпионата Франции в смешанном парном разряде (с англичанкой Винни Шо).
Всего за свою карьеру 23 раза выигрывал чемпионат Эстонской ССР (9 раз в одиночном, и 14 в парном разрядах) и 10 раз — чемпионат СССР (в одиночном разряде 4 раза, и в парном — 6), став самым успешным эстонским теннисистом.
В 1961, 1963 и 1965 годах признавался спортсменом года Эстонской ССР.
В 1974 году на почве ревности задушил свою жену Эне и был приговорен к восьми годам лишения свободы, из которых отбыл три. После освобождения покинул Эстонию и начал тренерскую карьеру. Работал в Узбекистане, Грузии (где получил звание заслуженного тренера Грузинской ССР), Финляндии, Германии.
В 1997 году вернулся на родину. Был капитаном сборной Эстонии на Кубке Федерации. Также тренировал теннисистку Марет Ани.
Участвовал в турнирах ветеранов.
В 2009 году вошёл в Зал российской теннисной славы.
Умер 7 февраля 2025 года в возрасте 83 лет.